# 排球 (电子游戏)
《排球》是一款由任天堂制作和发行的横向卷轴体育类游戏。游戏最初于1986年7月21日在日本地区FC磁碟機上发行。 游戏后在北美地区NES发行。
本游戏是一款根据排球运动规则制作的体育类游戏。玩家控制着一个球队的6个队员。
《AllGame》的Christopher Michael Baker将本游戏评分为2/5，并说这个显示开发人员对于制作排球游戏缺乏经验。